# 正義聯盟：開戰
《正義聯盟：開戰》（英語：Justice League: War）是一部錄影帶首映的超級英雄動畫電影，改編自傑夫·約翰斯和吉姆·李的2011年《Justice League: Origin》故事情節。為第18部DC宇宙動畫原創電影兼DC动画电影宇宙的第二部作品。。而預告片則是於1月21日發布。電影的藍光和DVD正式發布於2014年2月4日。

## 劇情
故事一開始有兩個少年正在看一個影片，是有關在高譚市的一連串神秘綁架事件，想不到影片中的人影似乎是蝙蝠俠。在街上，當一個神祕的人影抓走了一位女性，這時綠燈俠哈爾·喬丹現身前去拯救。當他到達對方面前時，對方很明顯地是可怕的外星生物-----天啟魔，這時蝙蝠俠(布魯斯)出現對付。沒想到對方竟將女性從高空扔下，綠燈俠便趕緊前去用能量戒指做成的一個房間將女性接住並安置於屋頂，綠燈俠不理女性對他提出的「要我如何從這下去」的抗議，轉而對付天啟魔。此時哥譚警局的直昇機出現，這妨礙了兩人，天啟魔企圖離開，蝙蝠俠便追了上去，而綠燈俠則是對初次見面的蝙蝠俠意見百出。兩位英雄下了下水道，發現天啟魔正在安裝並啟動母盒（Mother Box），綠燈俠直接衝動去，而天啟魔卻自行引爆了。蝙蝠俠和綠燈俠檢查母盒，推斷它是外星來的物體，並決定向大都會的超人找答案。
另一個母盒在星辰實驗室被賽拉斯博士不眠不休的研究著，而提供給賽拉斯的巴里（閃電俠）打了電話給他，詢問其研究進度。結束通話後巴里才發現買回來的捲餅自己的那份不見了。賽拉斯看了看手機發現兒子維克多傳給他的橄欖球比賽簡訊，但他似乎不理會而繼續去研究。另一方面在橄欖球比賽球場，有一位連帽少年騙過了收票員進到了會場看維克多的比賽，維克多努力取勝後發現父親還是沒來。在白宮前，有一群抗議民眾因不滿神力女超人戴安娜而圍繞於神力女超人和男友史蒂夫的車前，神力女超人下車查看才發現他們是在反對自己，原因是她帶著微笑揮著劍嚇到了所有人，且還被批其服裝很像妓女，她覺得很奇怪並用套索逼一男子說出實話，原來這不是他真正的想法，那男子覺得神力女超人的衣服會使自己充滿力量，神力女超人才放心。回到球場的休息室，維克多對手機另一頭的父親表達自己的失望。掛掉後，那名連帽少年跑了近來躲在門後，原來是他正被工作人員追捕，維克多幫少年躲了一劫。那名少年似乎是維克多的粉絲，兩人聊了一下，維克多突然驚覺少年不見了，而自己的球衣則被穿走。
蝙蝠俠和綠燈俠到了大都會並以雷達發現了正在和天啟魔對戰的超人，綠燈俠便得意地將蝙蝠俠關了起來，一人過去打算搶功，但自己反被打飛。超人覺得這兩個陌生人不對勁，且還拿著一個和天啟魔一樣的盒子，便上前確認。雙方打了起來，而兩人根本不是超人的對手。但經過一陣猛打後，在蝙蝠俠說出他不會殺人和名字「克拉克」時，超人停了手，便用透視眼能力辨識出了他是布魯斯·韋恩。超人表示他也不知道關於母盒的事，此時高譚市警察又來了，所以三人躲進了下水道，三人開始了合作。在天啟星，狄薩德向他的主人達克賽德反映在地球上的超級英雄們開始妨礙他們的侵略計劃。
維克多到達了星辰實驗室，他的父親向他說明超人類（Metahumans）的重要性甚至能使維克多的橄欖球變得一無是處，然而這話傷到了維克多。在星球日報，超人、蝙蝠俠和綠燈俠發現了安裝在各處的神祕裝置發動了，連星辰實驗室的也是。實驗室的母盒被氣憤的維克多從裝置上取下，但因被啟動使盒子爆炸，維克多嚴重炸傷，多數天啟魔入侵了實驗室，而賽拉斯和另外兩人急忙將他帶到高科技醫用床，運用各種技術救兒子。但仍還是難以挽回一命。這時大量的天啟魔開始出現在世界各地，並將人類捉走。
忽然，維克多的身體似乎是因為身上殘留著母盒濺出的液體而使他回復心跳，而所躺的機械外殼和實驗室設備突然和維克多融合，便成了一個以量子電腦組成的生化人，他起身對抗破門而入的天啟魔。隨後閃電俠趕到了現場拯救大家，鋼骨維克多的系統這時顯示出了啟示錄星和達克賽德的入侵計畫。在寄養家庭的連帽少年比利·貝特森發現了庭院的天啟魔，便趕快出去神奇地變身成驚奇隊長沙贊飛上天際。在總統和總統夫人所乘的空軍一號也遭受到了天啟魔的襲擊，這時神力女超人出面迎敵，而超人則到此殺敵和撐著失控的飛機。後來超人、蝙蝠俠、綠燈俠、神力女超人、沙贊和閃電俠集結討論事況，鋼骨也飛了過來，表示他已經和敵人的科技接觸過了，在眾人質疑時，而閃電俠為他作證。鋼骨說明，入侵至地球的達克賽德是一個強大的對手，擁有能擊敗所有英雄的力量。這時達克賽德和大量的天啟魔現身了，綠燈俠和其他英雄們都難以招架，雙方便在市區展開了一場大戰。
達克賽德以「歐米茄光線」追擊超人和閃電俠，閃電俠雖然擺脫但卻氣喘如牛，而超人則遭打中被天啟魔捉走了。蝙蝠俠和綠燈俠和大家一同討論戰略，談完蝙蝠俠便透露了真實身分，並為了救超人而獨自扮成平民故意被天啟魔抓走，一路到達了時空洞的天啟星。斷了右手的綠光戰警作為了指揮，帶領大家一起照計劃戰鬥。而孩子氣的沙贊卻率先衝了過去，反遭敵人打飛。沙贊在被神力女超人教訓了一拳後乖乖的和大家一起行動，英雄們的計劃是防止對方使用「歐米茄光線」，也就是先破壞他的眼睛。蝙蝠俠到達天啟星後，打倒了天啟魔後顯露出原本的蝙蝠裝，這時超人已經被狄薩德固定於裝置上，被洗了腦。狄薩德發現蝙蝠俠後按下了操作台的按鈕，讓數位天啟魔進入，此時超人殺死了狄薩德和天啟魔，由於洗腦的緣故，超人攻擊蝙蝠俠。後來蝙蝠俠成功幫助了超人脫困。
當英雄們在海上和達克賽德交手時，神力女超人用劍刺穿了他的右眼，這使對方憤怒地對她一直猛打到了市區，英雄們接著再度上前對付。閃電俠受神力女超人指示成功用消防隊的撬棍弄瞎了達克賽德的另一隻眼睛。鋼骨利用自身裝置連接母盒，打算開啟時空洞，不料能量不夠，這時沙贊過來用召喚的雷電為母盒注入了能量，使蝙蝠俠和超人穿越時空洞回到了地球。而天啟魔雖然都被送走了，但唯有達克賽德還在抵抗，且還企圖將身為氪星人的超人帶走，眾人努力對抗，最後由超人和神力女超人一同迫使達克賽德離開了地球。力量耗盡而變成小孩的沙贊被鋼骨接住，鋼骨驚訝原來沙贊就是比利，並和他約好不會將他的秘密身分告訴別人。英雄們勝利後人民們都圍了過來，本以為一直遭受大眾討厭的英雄隨著世界的和平，大家為他們拍手叫好贏得了信任，並榮幸地在白宮接受表揚。綠燈俠則在台上被蝙蝠俠識破在自己不在時是由神力女超人發號施令，而不是綠燈俠（因為鋼骨私下將這段影片傳給了蝙蝠俠）。英雄們很高興大家喜歡上他們，連鋼骨的父親賽拉斯也來到了現場表示支持他。超人認為他們不是個團隊但很高興能遇見喜歡的人，而神力女超人則說出了他們七人所代表的神祇，超人和神力女超人互看時在一旁的史蒂夫突然轉身離去。綠燈俠表示他不喜歡和團隊行動，閃電俠不同意因為他很喜歡團隊行動，蝙蝠俠說如果有類似的威脅再次發生時就該有一個團隊，總統問他們是否有團隊名稱，這時沙贊突然說「有！」並提議「超級七人組（Super Seven）」，使七人驚訝且沒人同意，沙贊疑惑地問「怎麼，你們不喜歡？」。
在片尾，一個亞特蘭蒂斯的潛水艦從海上浮現，海洋領主現身抱著一具屍體，這似乎是他的國王。看到各海洋生物因達克賽德的攻擊緣故而死亡，他發誓要對地表的人復仇。

## 演員
| 配音員                               | 角色                                                           | 角色介紹 |
| 賈森·奧馬拉                          | 「蝙蝠俠」布魯斯·韋恩（「Batman」Bruce Wayne）                 | 守護著高譚市的英雄。韋恩企業的億萬富翁，沒有超能力，以超卓的戰鬥技巧和各種高科技裝備作戰。                     |
| 艾倫·圖代克                          | 「超人」凱·艾爾／克拉克·肯特（「Superman」Kal-El／Clark Kent） | 守護著大都會的英雄。來自氪星的外星人，現在星球日報當記者，擁有各種強大的超能力，但這也成為達克賽德的目標之一。 |
| 蜜雪兒·摩納漢                        | 「神力女超人」黛安娜· 普林斯（「Wonder Woman」Diana Prince）   | 守護著天堂島的英雄。來自亞馬遜的女戰士，擅長搏鬥，常以劍和「真言套索」作為武器。                               |
| 賈斯汀·柯克                          | 「綠光戰警」哈爾·喬丹（「Green Lantern」Hal Jordan）           | 守護著海岸市的英雄。摩天飛機的飛機試飛員，用能量戒指的能力作戰。                                               |
| 克里斯托弗·高哈姆                    | 「閃電俠」貝瑞·艾倫（「The Flash」Barry Allen）                | 守護著中央市的英雄。罪犯調查科的技術人員，主要擁有超能力「神速力」。                                           |
| 西恩·艾斯汀／扎克·凱里森（少年比利） | 「沙贊」比利·貝特森（「Shazam」Billy Batson）                  | 守護著費城的英雄。為寄養家庭的少年，能變身成擁有召喚雷電的俠閃。                                               |
| 薛馬·摩爾                            | 「鋼骨」維克多·史東（「Cyborg」Victor Stone）                  | 原為被看好的美式足球員，因達克賽德的母盒緣故，成為了一個生化人。能以身上的機械裝備戰鬥。                       |
| 喬治·紐伯恩                          | 史提夫·崔佛（Steve Trevor）                                    | 一名空軍的軍官，神力女超人的男友。                                                                             |
| 史蒂芬·布魯姆                        | 達克賽德（Darkseid）                                           | 片中大反派，天啟星的統治者，力量強大，企圖占據地球。能以從雙眼發射的「歐米茄光線」追擊敵人。                   |
| 迪伊·布拉德利·貝克                   | 天啟魔（Parademons）                                           | 達克賽德的外星大軍。是由狄薩德將各種外星人（包括人類）改造而成的怪物。                                         |
| 布魯斯·湯瑪士                        | 狄薩德（Desaad）                                               | 達克賽德的手下。                                                                                               |
| 洛基·卡羅爾                          | 賽拉斯·史東                                                    | STAR實驗室的科學家，維克多的父親。                                                                             |
| Melique Berger                       | 莎拉·查爾斯（Sarah Charles）                                   | 輔佐賽拉斯的女科學家。                                                                                         |
| Hynden Walch                         | 漢娜·格雷斯（Hannah Grace）                                    | 一位吃著冰淇淋的小女孩，表示長大後也想像神力女超人一樣厲害。                                                   |
| Kimberly Brooks                      | 黛拉（Darla）                                                  | 和比利在寄養家庭同居的小女孩。                                                                                 |
| 羅傑·洛斯                            | 大聲斥責神力女超人的男子                                       | 曾站在車頂大聲斥責神力女超人的胖男性，但其實內心並不討厭她。                                                   |
| 約翰·馬里亞諾                        | 冰淇淋販商                                                     | 在公園賣冰淇淋的小販。                                                                                         |
| Richard McGonagle                    | 美國總統                                                       | 受超人和神力女超人所救的美國總統。                                                                             |
| 史蒂芬·布魯姆（主演）                | 海洋領主（Ocean Master）                                       | 於片尾現身的亞特蘭提斯人。                                                                                     |
| 史蒂芬·布魯姆（主演）                | 鋼骨的裝甲                                                     | 鋼骨裝甲內的電腦語音。                                                                                         |
| 安德烈·羅馬諾                        | 能量戒指                                                       | 綠光戰警的戒指語音。                                                                                           |

## 原聲帶
《正義聯盟：開戰》的電影原聲帶於2014年2月4日發布，由凱文·克利許負責配樂。

### 曲目列表
| 正義聯盟：開戰（DC宇宙動畫電影原聲大碟） | 正義聯盟：開戰（DC宇宙動畫電影原聲大碟）      | 正義聯盟：開戰（DC宇宙動畫電影原聲大碟） |
| 曲序                                     | 曲目                                          | 时长                                     |
| ---------------------------------------- | --------------------------------------------- | ---------------------------------------- |
| 1.                                       | Justice League: War（opening titles）         | 0:39                                     |
| 2.                                       | Green Lantern Meets The Parademon             | 0:47                                     |
| 3.                                       | Rooftop Battle/Chase Through The City         | 3:34                                     |
| 4.                                       | Underground Tunnels                           | 2:27                                     |
| 5.                                       | Silas Updates Barry                           | 0:41                                     |
| 6.                                       | Game Day                                      | 1:19                                     |
| 7.                                       | Diana And The Angry Mob                       | 1:34                                     |
| 8.                                       | Billy Meers Victor/Superman Makes an Entrance | 2:30                                     |
| 9.                                       | Superfriend or Superfoe?/Enter Darkseid       | 4:12                                     |
| 10.                                      | Parademons Break Through/Saving Victor        | 3:19                                     |
| 11.                                      | Fighting The Parademons Horde                 | 2:04                                     |
| 12.                                      | Billy Becomes Shazam                          | 0:42                                     |
| 13.                                      | Darkseid's Arrival                            | 4:46                                     |
| 14.                                      | Batman Unmasked/Darkseid Homeworld            | 2:02                                     |
| 15.                                      | The Heroes Join Forces                        | 1:47                                     |
| 16.                                      | Off To Rescue Superman/Darkseid Battle        | 2:43                                     |
| 17.                                      | The Battle Continues                          | 7:10                                     |
| 18.                                      | Final Battle                                  | 5:55                                     |
| 19.                                      | Saving The Day/Award Ceremony/End Titles      | 6:29                                     |
| 总时长：                                 | 总时长：                                      | 54:40                                    |

## 評價
該片整體而言獲得了積極的評價。IGN給了總比分8.8/10，稱這是一個「偉大的現代起源故事，其動作和幽默會贏得您的青睞」。CraveOnline給了9/10這樣的分數，而IMDb在10條評論中給了有7.2的總分。Variety的布賴恩·洛瑞認為此部的品質沒有到達以往DC動畫電影的水準，稱「相互作用所所佔的時間，但最終證明過於瘋狂和混亂，提供超過幾個修正主義的驚險刺激」。Nerdist Industries的艾里克·迪亞茲對這片給了C，得出的結論是：「如果這些都是DC的英雄，我們將看到的唯一在動畫版本中可預見的未來，那麼他們將不得不從我們所看到的正義聯盟：戰爭來改善」。

## 外部連結
- 互联网电影数据库（IMDb）上《Justice League: War》的资料（英文）